# Вулиця Марка Вовчка (Київ)
Ву́лиця Марка́ Вовчка́ — вулиця в Оболонському районі міста Києва, місцевість Куренівка. Пролягає від вулиці Семена Скляренка до Вербової вулиці (до залізничного шляхопроводу на перегоні між зупинними пунктами Вишгородська та Зеніт).

## Історія
Вулиця виникла у середині XIX століття під назвою Коже́венний прову́лок, від розташованого поряд шкіряного заводу купця Серебреникова. У 1930-ті роки фігурувала під назвою Шкіряни́й прову́лок. Сучасна назва на честь української письменниці Марка Вовчка — з 1955 року. Протягом всього часу свого існування вулиця неодноразово переплановувалася і перебудовувалася (сучасний вигляд — з 1960—70-х років). До середини XX століття поряд існувала також Кожевенна вулиця (зникла у зв'язку із промисловим будівництвом).
Нумерація будинків по вулиці не є цілком упорядкованою: існує два об'єкти під тим самим № 16, між якими розташовані № 18 і № 18-А; крім того, під № 18-А значаться два різні об'єкти на парному й непарному боках вулиці, причому другий (бізнес-центр) фактично міститься вже на Вербовій вулиці.
У районі №№ 12—14 вулицю перетинає одноколійна допоміжна залізниця. Ще одна гілка допоміжної залізниці до кінця 2010-х років перетинала вулицю західніше, між №№ 8 і 10 (колію розібрано через непотрібність та у зв'язку зі спорудженням житлового комплексу «Навігатор»).

## Підприємства, установи та заклади
- ВАТ «Завод залізобетонних конструкцій № 1» (№ 18)
- Подільська гуртова база (№ 21)

## Зображення

Стаціонарний пункт моніторингу атмосферного повітря, ріг вулиць Марка Вовчка і Семена Скляренка
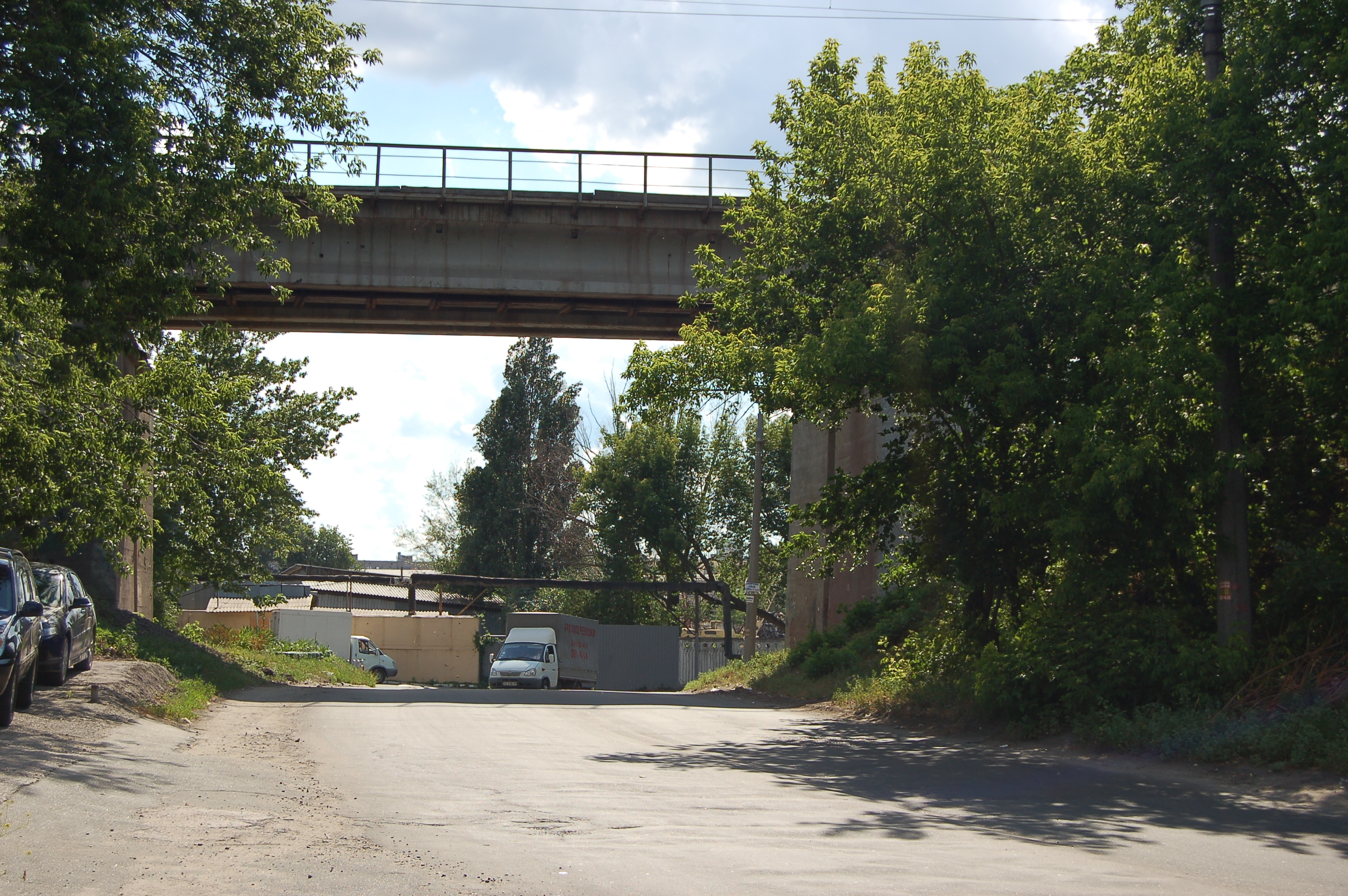
Залізничний шляхопровід, вигляд з боку Вербової вулиці
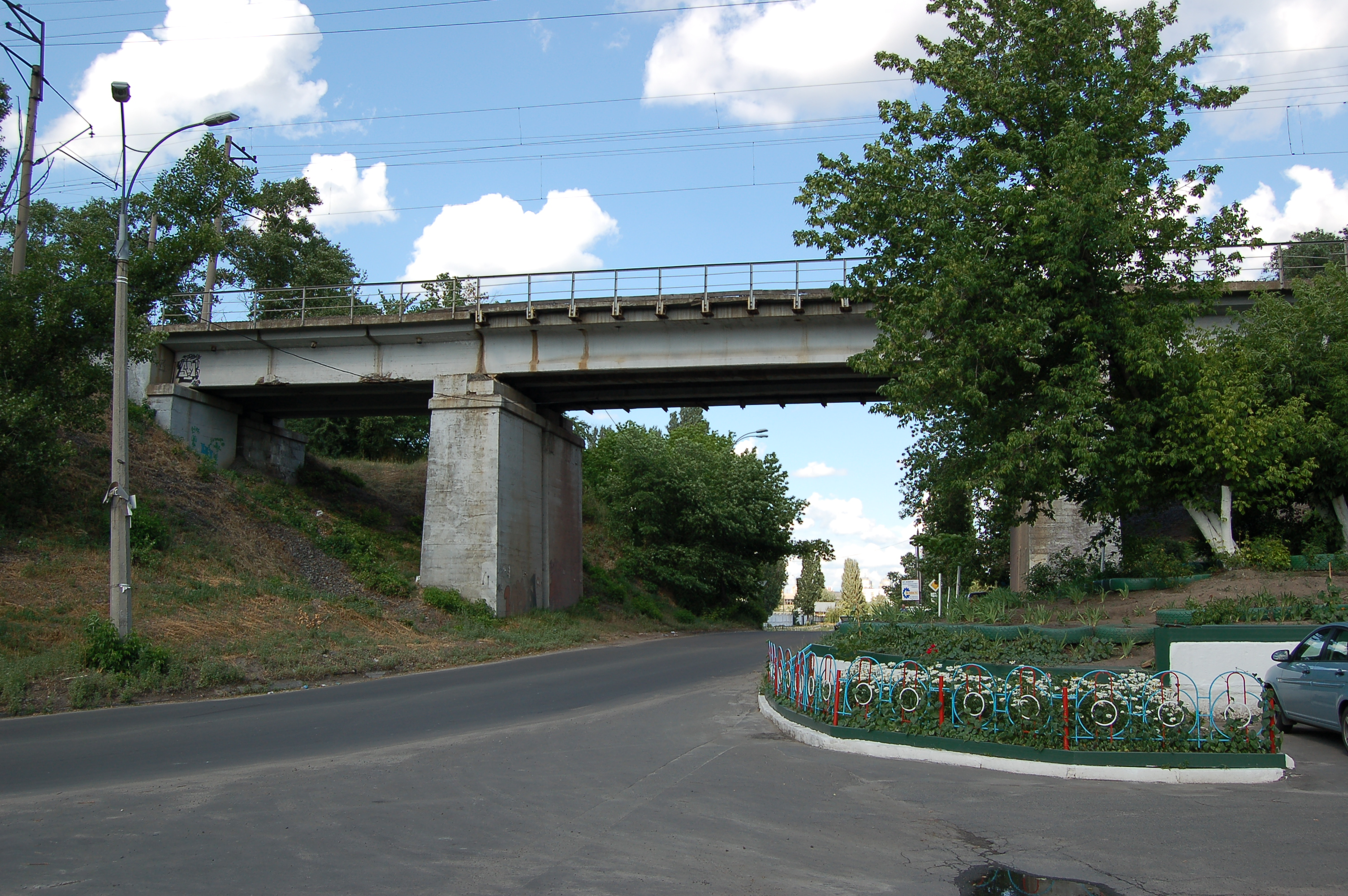
Залізничний шляхопровід, вигляд з боку вулиці Марка Вовчка
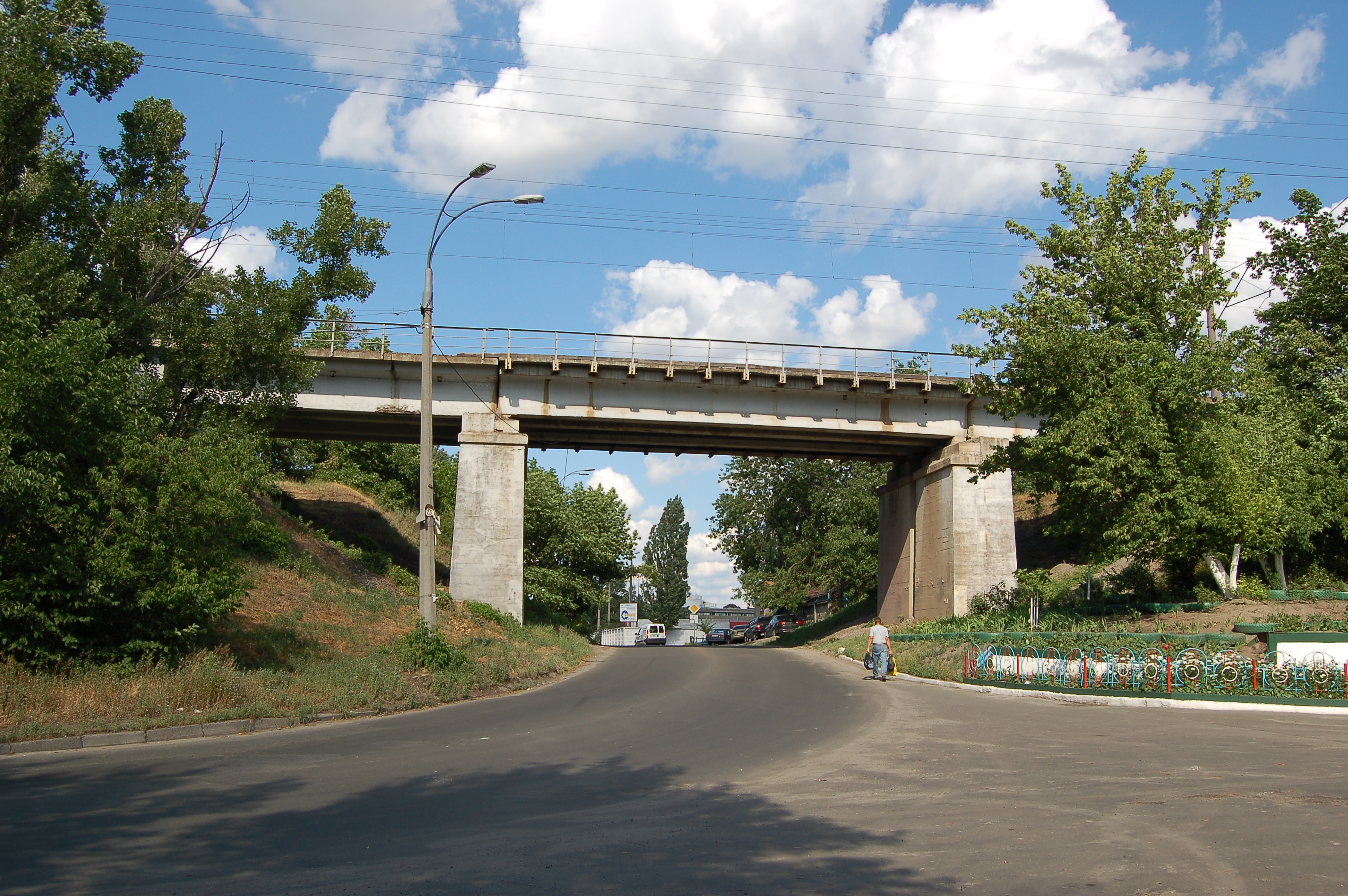
Залізничний шляхопровід, вигляд з боку вулиці Марка Вовчка
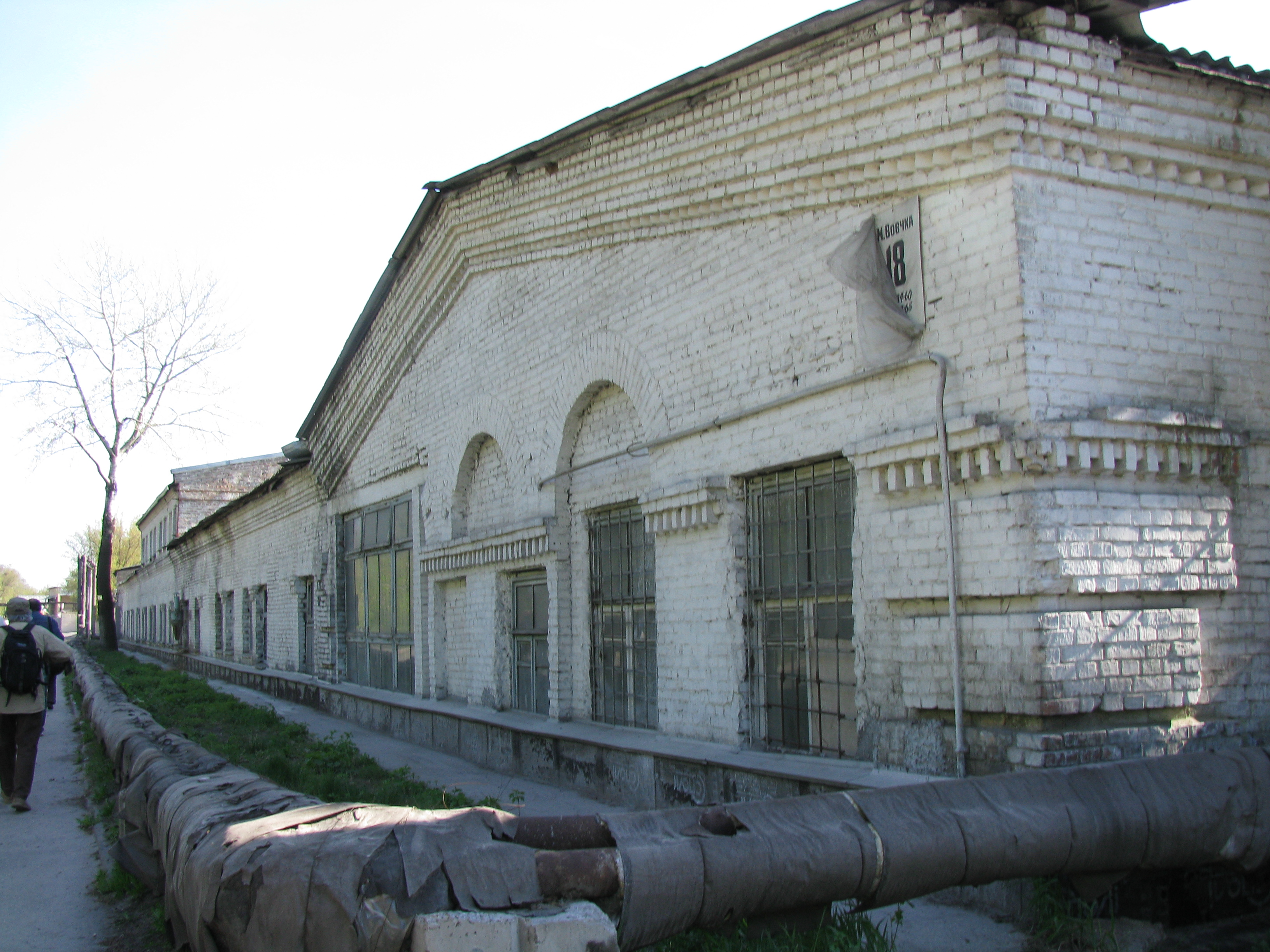
Вулиця Марка Вовчка
Корпус заводу ЗБК-1, 1950-ті рр. (№ 18)
Бізнес-центр на Марка Вовчка, 18-А, ріг Вербової вулиці